# First ScotRail

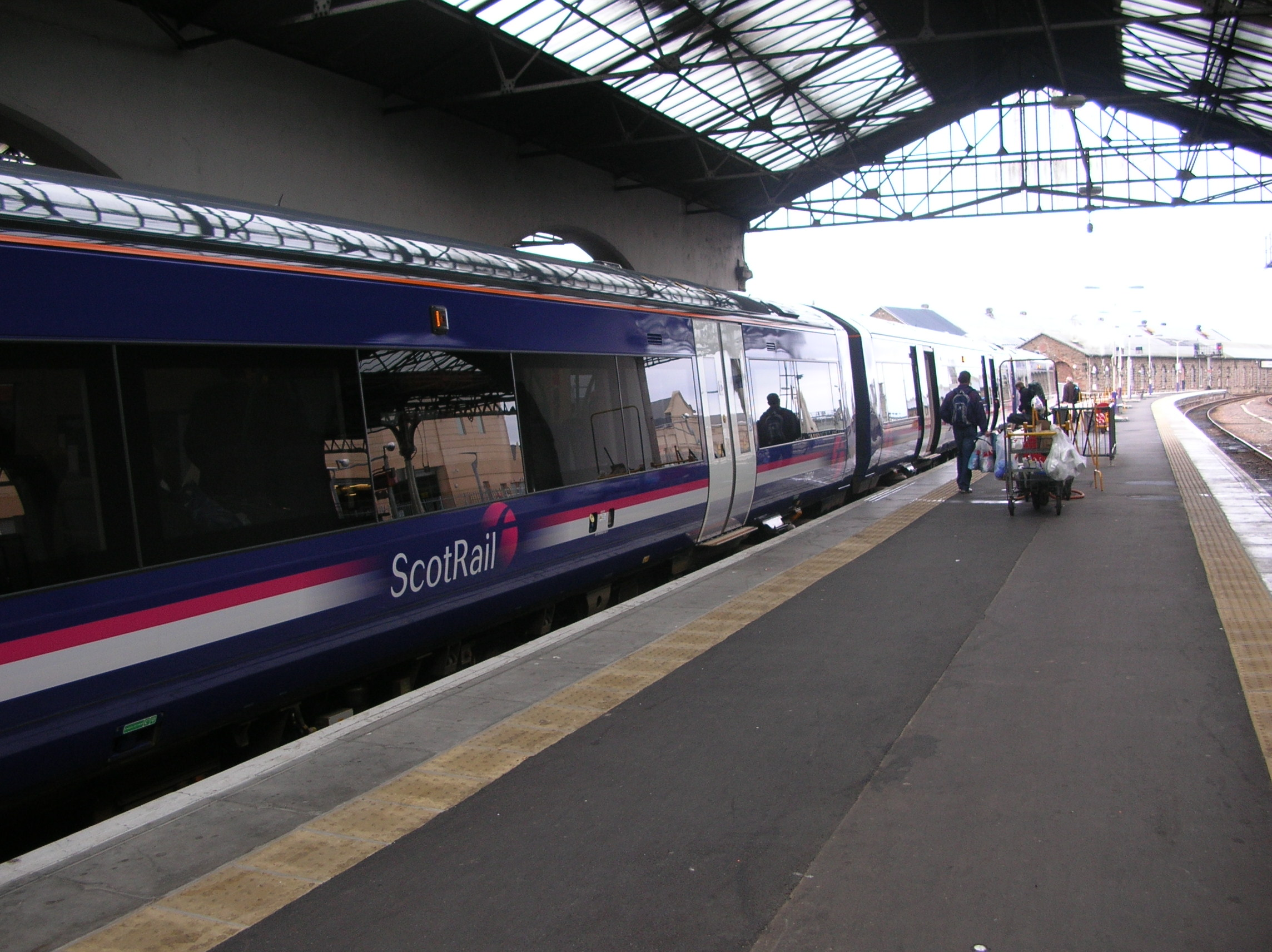
Een Turbostar (Class 170) van First ScotRail

First ScotRail Ltd was een Britse spoorwegonderneming die actief is geweest in Schotland.
Vanaf de privatisering van de Britse spoorwegen, was National Express Group de concessiehouder van de Schotse spoorconcessie onder de naam 'ScotRail'. Sinds 17 oktober 2004 was het bedrijf FirstGroup concessiehouder en werden de treinen geëxploiteerd onder de naam First ScotRail. Deze concessie duurde in principe zeven jaar, maar was met drie jaar verlengd tot 2014. Sinds 1 april 2015 is de concessie niet meer van First Scotrail, deze is overgenomen door Abellio ScotRail.
First ScotRail exploiteerde 2000 treinritten per dag. Hiermee vervoerde het bedrijf 95% van alle spoorwegpassagiers in Schotland. Het spoorwegbedrijf baatte bijna alle Schotse stations uit (339), waarvan 139 bemand zijn.